# Synthwave
Synthwave (também chamado de outrun, retrowave ou futuresynth) é um microgênero da música eletrônica que se baseia predominantemente na música e estética associada às trilhas sonoras de filmes de ação, policial, ficção científica e terror da década de 1980. Outras influências são retiradas da arte e dos jogos eletrônicos da década. Os músicos de Synthwave muitas vezes expressam nostalgia pela cultura dos anos 80 e tentam capturar a atmosfera da época e celebrá-la.
O gênero se desenvolveu entre meados e finais dos anos 2000 através de produtores de house franceses, bem como artistas mais jovens que foram inspirados pelo jogo eletrônico de 2002 Grand Theft Auto: Vice City.
Outros pontos de referência incluíram os compositores John Carpenter, Jan Hammer, Jean-Michel Jarre, Vangelis (especialmente sua trilha sonora para o filme Blade Runner de 1982) e Tangerine Dream. 
O synthwave alcançou uma popularidade mais ampla depois de ser apresentado nas trilhas sonoras do filme Drive de 2011 (que incluiu algumas das músicas mais conhecidas do gênero), no videogame Hotline Miami de 2012, no filme Thor: Ragnarok de 2017 e na série da Netflix Stranger Things.

## Termos e características

### Synthwave
Synthwave é um microgênero da música eletrônica que se baseia predominantemente na estética futurista de filmes, séries, jogos de vídeo e desenhos animados da década de 1980, bem como em compositores como John Carpenter, Jean-Michel Jarre, Vangelis e Tangerine Dream. Outros pontos de referência incluem gêneros de música eletrônica, como house, synth-pop e nu-disco.
É principalmente um gênero instrumental, embora haja exceções ocasionais à regra. 
Os tempos comuns estão entre 80 e 118 BPM, enquanto faixas mais animadas podem estar entre 128 e 140 BPM.

### Outrun
"Outrun" é um sinônimo de synthwave que posteriormente foi usado para se referir mais geralmente à estética retrô dos anos 80, como artefatos de rastreamento VHS, neon magenta e linhas de grade. 
O termo vem do jogo de corrida de fliperama Out Run de 1986, conhecido por sua trilha sonora que poderia ser selecionada no jogo e sua estética dos anos 80. 
Segundo o músico Perturbator (James Kent), outrun é também seu próprio subgênero, principalmente instrumental e frequentemente contém elementos clichês dos anos 80 no som, como baterias eletrônicas, reverb em gate e linhas de baixo e leads de sintetizador analógico - todos para se assemelharem às faixas daquela época. 
Também há um componente visual nas capas de álbuns de synthwave e em videoclipes. 
Segundo a PC Gamer, a essência dos visuais de outrun é "pegar elementos de um período de excessos dos anos 80 que os millennials acham irresistivelmente evocativos e modernizá-los para que sejam apenas ligeiramente reconhecíveis".

### Dreamwave, Darksynth e Scifiwave
Outros subgêneros incluem dreamwave, darksynth e scifiwave. 
A jornalista Julia Neuman citou "outrun", "futuresynth" e "retrowave" como termos alternativos para synthwave, enquanto o autor Nicholas Diak escreveu que "retrowave" era um termo guarda-chuva que engloba gêneros de revivalismo dos anos 80, como synthwave e vaporwave. 
Darksynth é influenciado pelo cinema de terror. O Invisible Oranges escreveu que o darksynth é exemplificado principalmente por uma mudança longe das vibrações brilhantes de "Miami Vice" e das influências de "electro house francês" e "em direção a territórios eletrônicos mais escuros dos mestres da música de terror John Carpenter e Goblin", também infundido com sons do pós-punk, industrial e EBM.

## História
O movimento musical conhecido como Synthwave surgiu no final dos anos 2000, impulsionado por uma nova geração de artistas que se inspiraram em suas infâncias na década de 1980. Buscando resgatar a atmosfera e o estilo daquela época, esses músicos combinaram elementos nostálgicos com uma abordagem moderna, criando um som único e cativante. 
A mudança de atitude em relação aos anos 80, de paródia e ambivalência para homenagem e reverência, pode ser creditada à estética do jogo Grand Theft Auto: Vice City, que abriu caminho para o surgimento de gêneros como o synthwave e o vaporwave. 
Entre os primeiros artistas a fazer parte desse movimento estavam os franceses David Grellier (conhecido como College) e Kavinsky, que criaram músicas no estilo das trilhas sonoras dos filmes da década de 80. Blade Runner, jogos de vídeo antigos de 8 e 16 bits, jingles de empresas de produção de VHS, noticiários televisivos e anúncios daquela época foram alguns dos principais pontos de referência para o Synthwave inicial. John Carpenter, Vangelis e Tangerine Dream são frequentemente citados como influências para esse gênero musical.
A música Synthwave é, em sua maioria, instrumental e busca resgatar elementos clichê dos anos 80, como baterias eletrônicas, "gated reverb" e sintetizadores analógicos, com o objetivo de recriar a atmosfera daquela época. Entretanto, os artistas também incorporam técnicas modernas de produção, como compressão de cadeia lateral e mistura de gêneros modernos de música eletrônica, como o electro house.
O EP Teddy Boy, lançado em 2005 pelo artista francês Kavinsky (Vincent Belorgey), foi um dos primeiros trabalhos a incorporar esse estilo musical. Kavinsky, juntamente com David Grellier, Johnny Jewel e várias músicas de Cliff Martinez, são considerados pioneiros e ícones do Synthwave, como descrito pelo EDM.com e pelo blog de horror Bloody Disgusting. O Synthwave é um gênero musical que continua evoluindo e se reinventando, e certamente continuará a inspirar novas gerações de artistas no futuro.

## Popularidade e legado
Na década de 2010, o synthwave viu sua popularidade crescer graças à trilha sonora do filme Drive, que atraíram novos fãs e artistas para o gênero. Os músicos Kavinsky e College fizeram sucesso com suas composições – "Nightcall" e "A Real Hero", respectivamente – consolidando o synthwave como um gênero musical e chamando a atenção do público mainstream.
O gênero também se tornou popular nas trilhas sonoras de jogos de vídeo, como Far Cry 3: Blood Dragon e Hotline Miami, bem como na série da Netflix Stranger Things, que usou peças de synthwave para recriar o cenário dos anos 80. Em 2014, Electric Youth e Kavinsky foram citados como os artistas mais populares do gênero.
No meio da década de 2010, o "fashwave" emergiu como uma fusão predominantemente instrumental de synthwave e vaporwave, com títulos de faixas políticas e trechos ocasionais de áudio de discursos de Adolf Hitler. Esse fenômeno foi amplamente condenado como uma apropriação fascista da música e estética vaporwave. Em paralelo, músicos de synthwave russos se destacaram com trabalhos que exaltavam a nostalgia pela União Soviética, o chamado "Sovietwave".
Em 2016, a faixa influenciada pelo synthwave "Somebody Else", lançada pela banda britânica The 1975, recebeu aclamação crítica e se tornou uma grande influência para muitos artistas contemporâneos. 
Em 2019, o jornalista Preston Cram observou que, apesar do entusiasmo em torno do synthwave, o gênero continuava predominantemente underground, com "Nightcall" e "A Real Hero" ainda sendo as únicas músicas amplamente conhecidas fora do círculo de fãs.
Em 2020, "Blinding Lights", música influenciada pelo synthwave do artista The Weeknd, liderou as paradas musicais dos EUA durante a pandemia de COVID-19. 
A trilha sonora do jogo de realidade virtual Boneworks, lançado em 2019, também apresentou fortemente o gênero synthwave, composta por Michael Wyckoff.
O synthwave é um gênero musical que tem crescido em popularidade nos últimos anos, principalmente graças ao alcance proporcionado por plataformas digitais como o YouTube. Muitos artistas e fãs têm utilizado essas plataformas para compartilhar e descobrir novas músicas e criadores de conteúdo relacionados ao synthwave, permitindo que o gênero alcance um público mais amplo. Mesmo que ainda seja considerado um estilo musical de nicho, essa crescente popularidade tem possibilitado a evolução contínua do Synthwave.

## Lançamentos Recentes
Entre os lançamentos que contribuíram para o gênero nos últimos anos, destaca-se o álbum "Synthwave Chronicles". Este trabalho oferece uma jornada sonora que mistura a nostalgia dos anos 80 com uma visão futurista, explorando temas como viagens noturnas, romances digitais e realidades virtuais. Cada faixa evoca elementos clássicos do Synthwave, combinando batidas eletrônicas e melodias evocativas. O álbum celebra a estética retro-futurista enquanto agrega um toque contemporâneo.

## Grupos de synthwave
Alguns exemplos de grupos de Synthwave:
1. Gunship
2. The Midnight
3. FM-84
4. Timecop1983
5. Mitch Murder